# Aktiengesellschaft für Lokomotivbau Hohenzollern
Koordinaten: 51° 13′ 59,5″ N, 6° 49′ 26″ O
Die Aktiengesellschaft für Lokomotivbau Hohenzollern war ein deutsches Unternehmen zur Herstellung von Lokomotiven, das von 1872 bis 1929 in Düsseldorf existierte.

## Geschichte
Die Gesellschaft wurde am 8. Juni 1872 in Düsseldorf-Grafenberg von mehreren Industriellen gegründet, darunter die Familie Haniel und William Suermondt. Zunächst produzierte das Unternehmen aufgrund der 1873 ausgebrochenen Wirtschaftskrise, dem sogenannten Gründerkrach, anstelle von Lokomotiven Eismaschinen, Dampfwalzen und Maschinen für Zuckerfabriken. Die erste Lokomotive verließ das Werk im Jahr 1874. Das Werk produzierte etwa 4600 Lokomotiven, darunter rund 400 Dampfspeicherlokomotiven, sowie Werk- und Privatbahnlokomotiven unterschiedlichster Spurweiten. Nach der zunehmend kritischen Gesamtlage im deutschen Lokomotivbau um 1929 wurde es im November 1929 geschlossen.
Die Hohenzollern AG hatte vergeblich auf Folgeaufträge der Deutschen Reichsbahn für die Baureihe 80 gehofft. Die 80 030 – heute im Eisenbahnmuseum Bochum – war als eines der letzten Stücke der Aktiengesellschaft für Lokomotivbau Hohenzollern hergestellt worden. Die letzten Lokomotiven verließen im September 1929 das Werk; es wurde danach weitgehend abgerissen. Die Aktiengesellschaft wurde schließlich 1934 auch formell aufgelöst.
Während des Zweiten Weltkriegs befand sich von 1943 bis 1945 auf dem Gelände der ehemaligen Lokomotivfabrik das Außenlager Berta des KZ Buchenwald. Die dort untergebrachten ca. 1000 Häftlinge mussten für die Rüstungsfirma Rheinmetall Zwangsarbeit leisten. Vom Hohenzollern-Werk sind lediglich ein Teil der Verwaltungsgebäude und die Elektrozentrale erhalten, auf dem Gelände befinden sich ansonsten die Hauptverwaltung der Metro AG und eine Wohnsiedlung.
Weiterhin produzierte das Unternehmen „Circulier-Oefen“ nach eigenem Patent, die in vier verschiedenen Ausführungen für Werkstätten und in einer Ausführung zum Beheizen von Sälen vertrieben wurden.

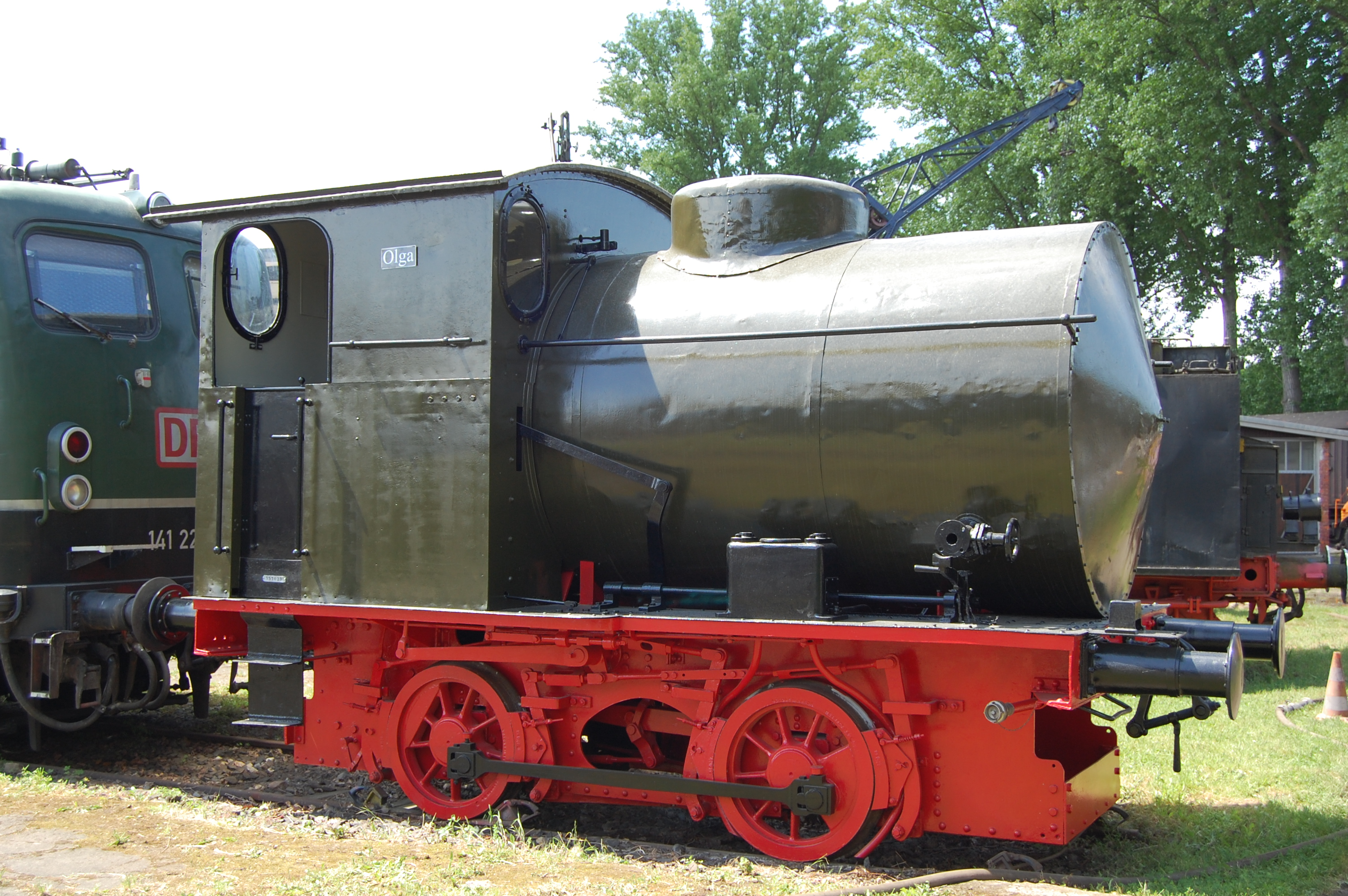
Dampfspeicherlokomotive, Baujahr 1911
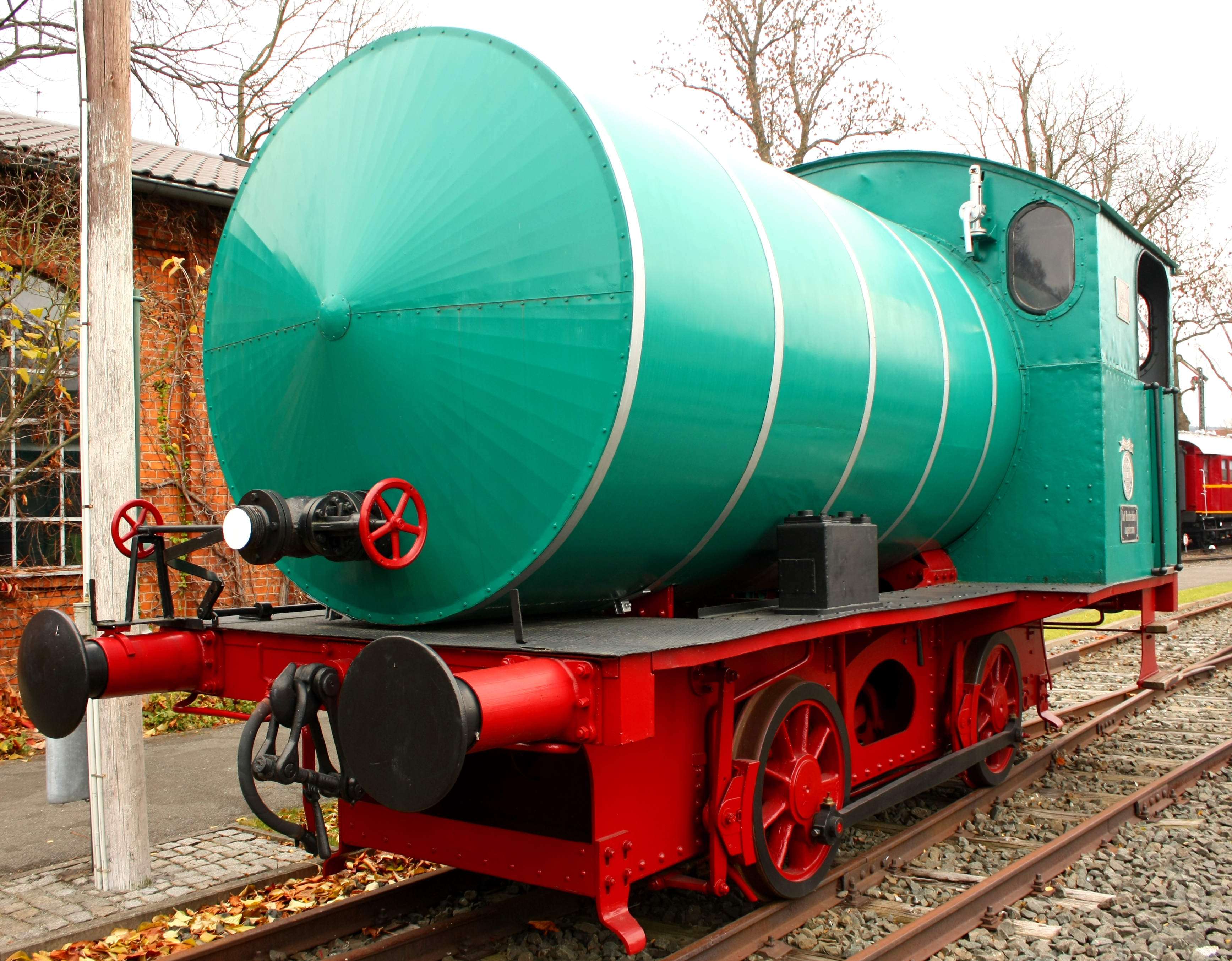
Dampfspeicherlokomotive, Baujahr 1910
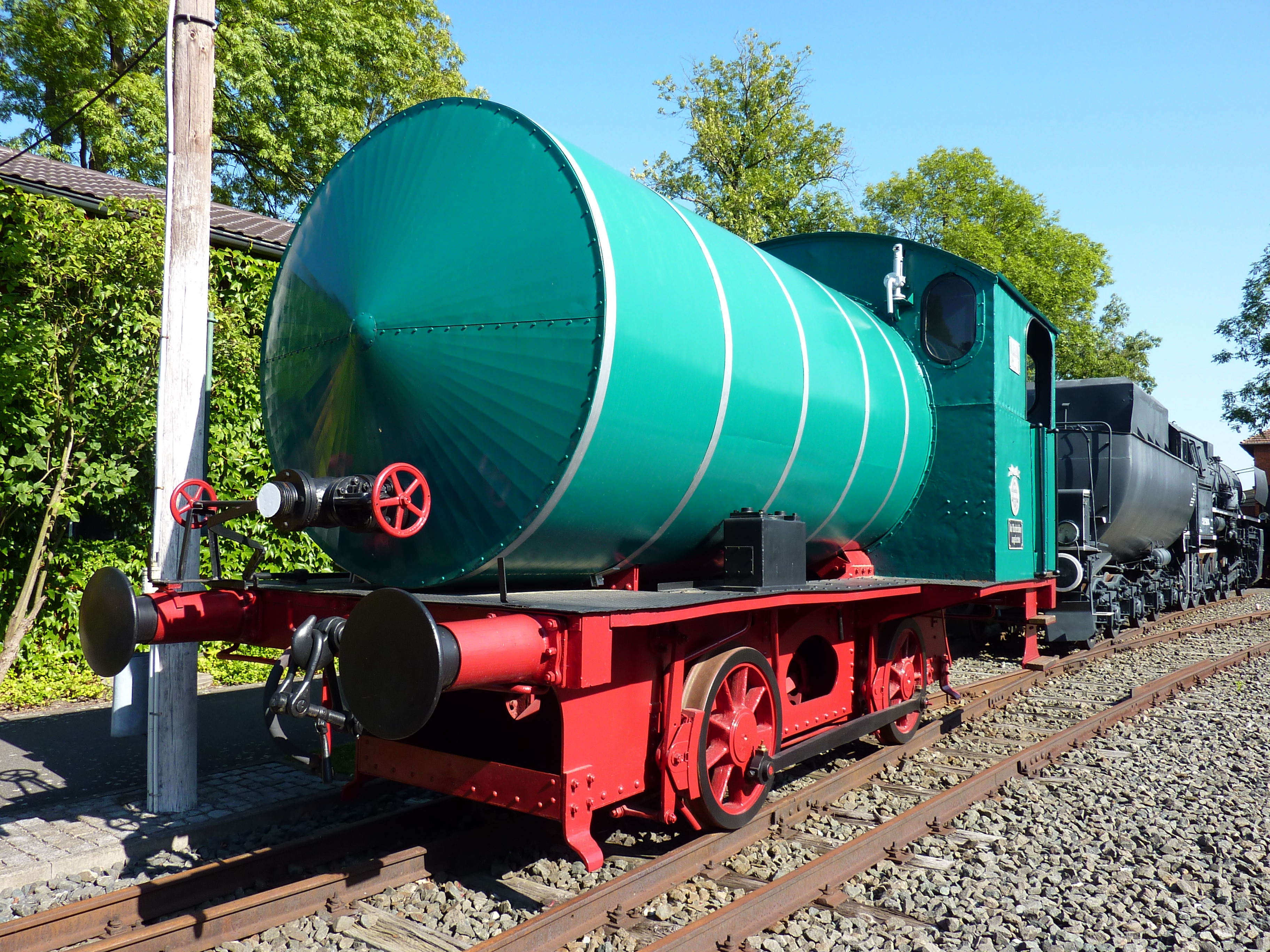
Eine 1910 gebaute Lok aus dem Besitz der Zuckerfabrik Pfeifer & Langen
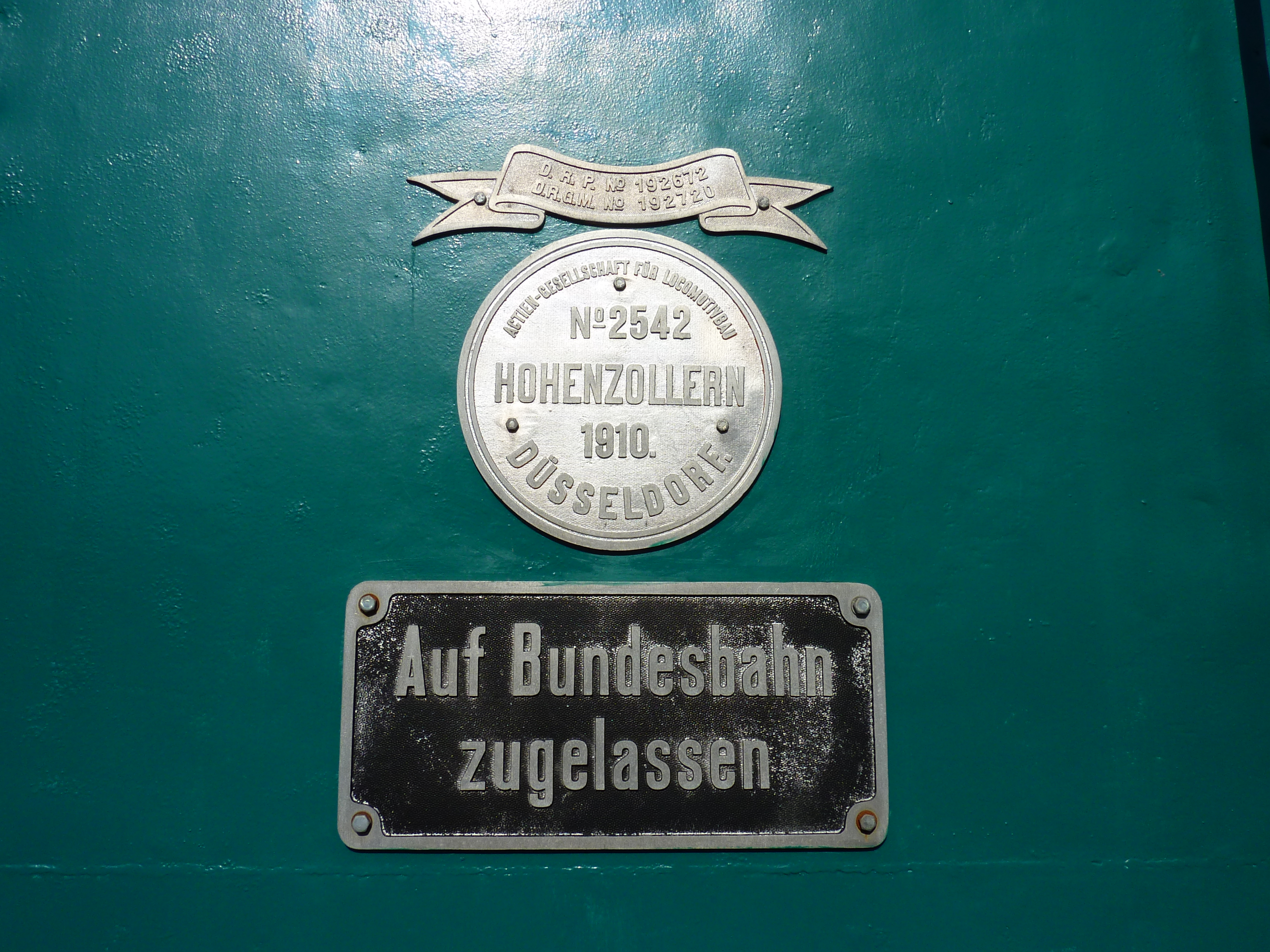
Detail von 1910
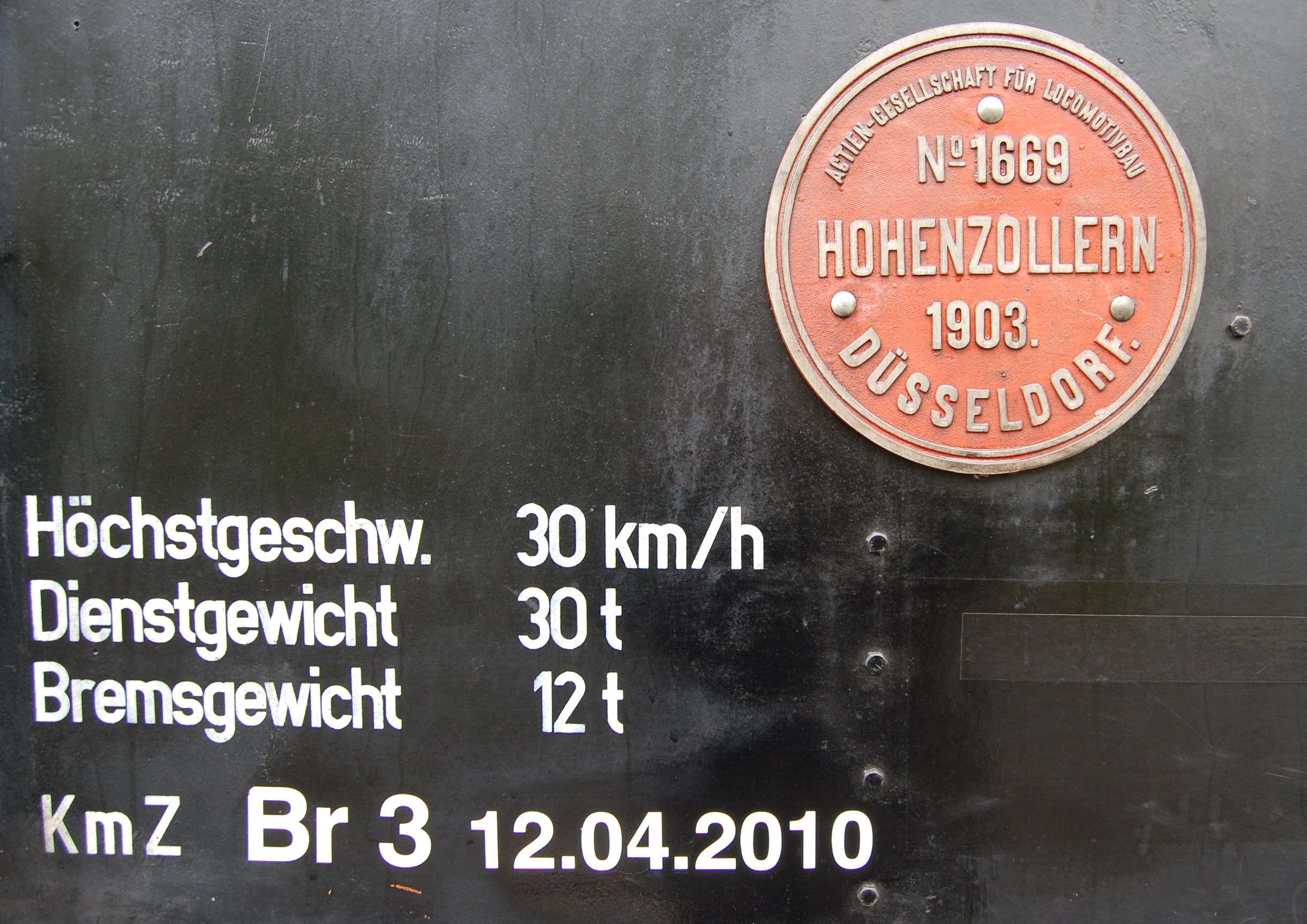
Kennung von 1903, Fränkisches Freilandmuseum Fladungen
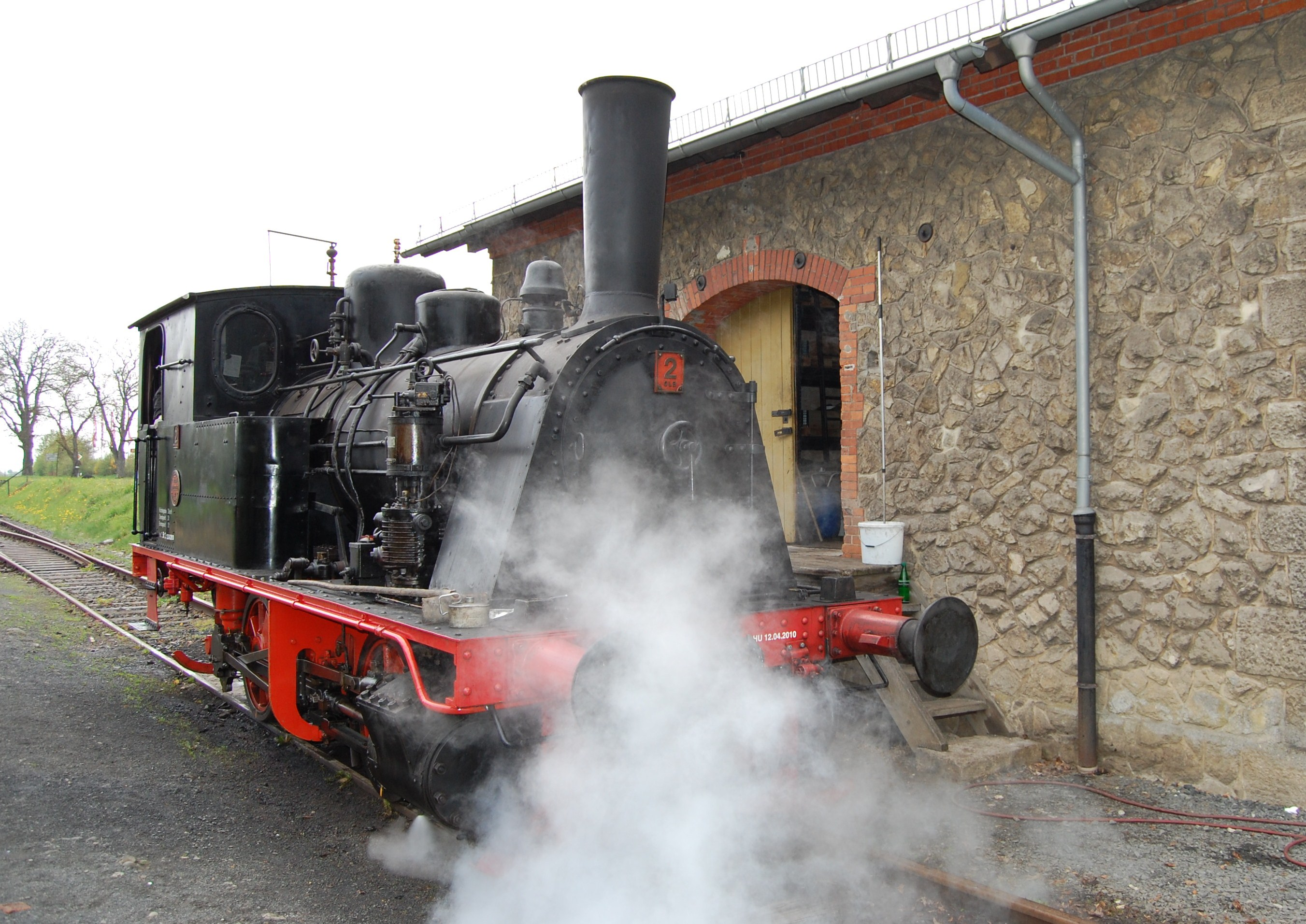
Lokomotive 1669 (Baujahr 1903) Fränkisches Freilandmuseum Fladungen
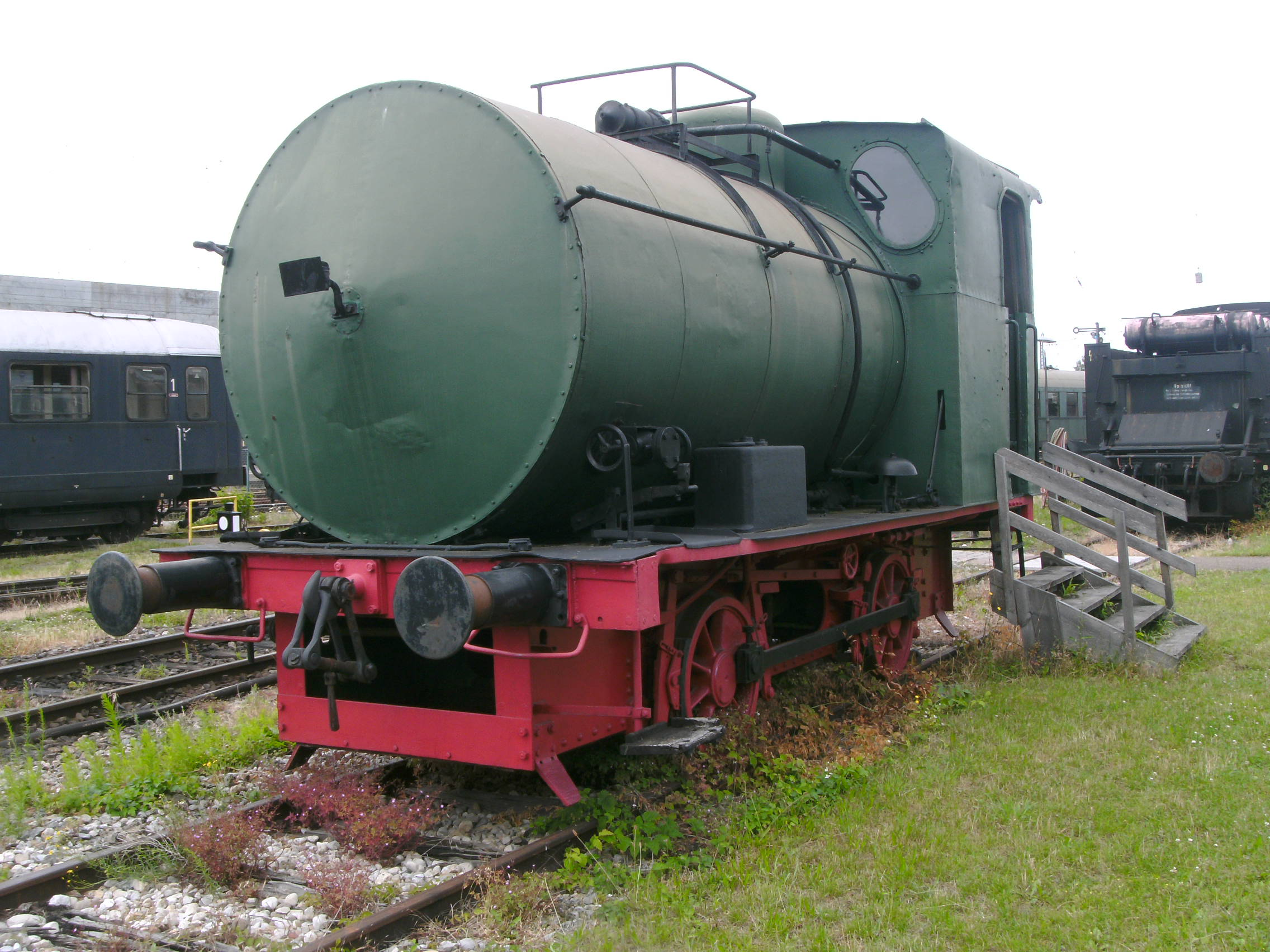
Dampfspeicherlokomotive 3869 (Baujahr 1918) im Bayerischen Eisenbahnmuseum in Nördlingen